# Comlux
Comlux — The Aviation Group, що діє як Comlux і Fly Comlux, — швейцарська авіакомпанія зі штаб-квартирою в Цюриху, яка працює в сфері бізнес-перевезень по всьому світу. Має дочірні компанії з окремими сертифікатами експлуатанта в Мальті, Арубі та Казахстані, а також регіональні філії в Росії, США, Бахрейні та Гонконгу.
Портом приписки перевізника є аеропорт Цюриха.

## Fly Comlux
Fly Comlux — основний підрозділ групи компаній «Comlux Group», що здійснює VIP-перевезення на 21 літаку. Експлуатуючи п'ять лайнерів Airbus ACJ, авіакомпанія є найбільшим у світі експлуатантом VIP-літаків виробництва концерну Airbus, а також одним з найбільших в світі операторів бізнесджетів виробництва корпорації Bombardier.
Операційні центри Fly Comlux знаходяться в Бахрейні, Цюриху, на Мальті і в Арубі.
Офіси компанії розташовані в Цюриху, Москві, Бахрейні, Алма-Аті та Гонконгу.

## Флот

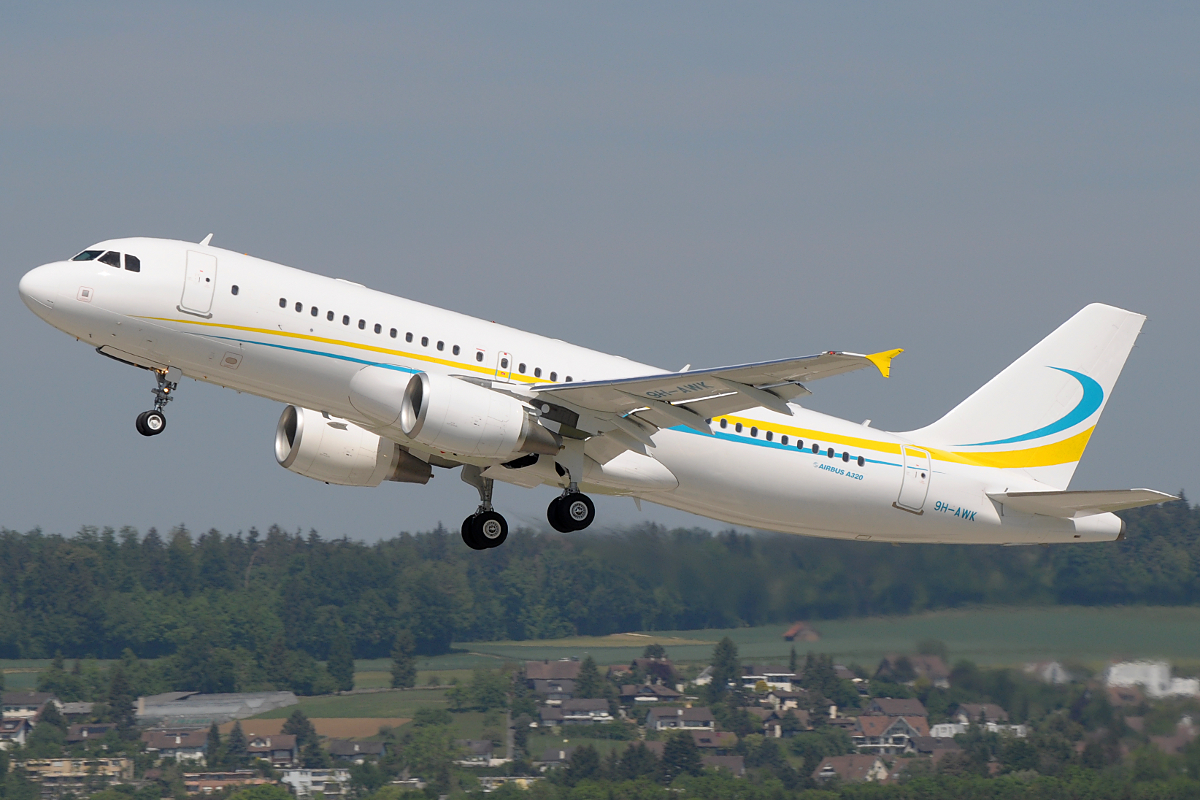
Airbus A320CJ авіакомпанії Comlux

У жовтні 2011 року авіакомпанія експлуатувала наступні літаки в VIP-конфігурації пасажирських салонів:
- Airbus A318CJ (стартовий замовник)
- Airbus A319CJ
- Airbus A320CJ
- Bombardier Challenger 605
- Bombardier Challenger 850
- Bombardier Global Express XRS
- Bombardier Global 5000
- Bombardier Global 6000
- Boeing 767-200ER
- Boeing Business Jet
- Embraer Legacy 650
- Sukhoi Superjet 100 (2 одиниці замовлені в жовтні 2011 року[2])